# Hanasakeru seishōnen
Hanasakeru Seishōnen (jap. 花咲ける青少年 Hanasakeru Seishōnen) – manga autorstwa Natsumi Itsuki. Wydawana była przez japoński magazyn LaLa w latach 1987–1994 (w liczbie 12 tomów). Na jej podstawie stworzono 39-odcinkowe anime.

## Fabuła
Jest to historia 14-letniej Kajiki Burnsworth, córki bogatego przedsiębiorcy, która bierze udział w pewnej „grze miłosnej” wymyślonej przez jej ojca. Dziewczyna musi wybrać swojego przyszłego męża spośród trzech kandydatów wytypowanych przez Harry’ego Burnswortha.

## Bohaterowie

### Pierwszoplanowi
- Kajika Louisa Kugami Burnsworth (jap. 花鹿・ルイーサ・陸深・バーンズワース Kajika Ruīsa Kugami Bānzuwāsu)

Seiyū: Aya Endō 
Główna bohaterka, córka znanego przedsiębiorcy Harry’ego Burnswortha.
- Li-Ren Fang/Huang (jap. 倣立人 Fang Li Ren)

Seiyū: Toshiyuki Morikawa  i Seiyū: Marina Inoue (młody) 
Opiekun Kajiki i jednocześnie jej bardzo dobry przyjaciel. Jest liderem grupy Fang.
- Eugene Alexandr De Volkan (jap. ユージィン・アレキサンドル・ド・ヴォルカン Yūjiin Arekisandoru Do Vorukan)

Seiyū: Daisuke Ono 
Kandydat na męża nr 1, Kajika nazywa go Mustafą, ponieważ przypomina jej on białego leoparda, który był jej przyjacielem z dzieciństwa.
- Książę Rumaty Ivan of Raginei (jap. ルマティ・イヴァン・ダイ・ラギネイ Rumati Ivan dai Raginei)

Seiyū: Daisuke Namikawa 
Kandydat na męża nr 2, przyszły król Raginei.
- Carl Rosenthal (jap. カール・ローゼンタール Kāru Rōzentāru)

Seiyū: Jun Fukuyama 
Kandydat na męża nr 3, spadkobierca majątku Rosenthal. Cierpi na klaustrofobię.

### Drugoplanowi
- Mahaty Sheik Di Raginei – dziadek księcia Rumaty'ego.
- Issac Noei – żołnierz cesarstwa Raginei.
- Harry Burnsworth – ojciec Kajiki.
- Somand – starszy brat księcia Rumaty'ego.
- Sezun – szambelan księcia Rumaty'ego, młodszy brat Quinzy.
- Najayra – obłąkana kuzynka księcia Rumaty'ego.
- Quinza – szambelan księcia Rumaty'ego, starszy brat Sezuna.
- Eddy Roberts – reporter.